# Dubrovniks synagoga
Dubrovniks synagoga (kroatiska: Dubrovačka sinagoga) är en synagoga i Dubrovnik i Kroatien. Synagogan är den näst äldsta synagogan i Europa och den äldsta sefardiska synagogan i världen som fortfarande är i bruk. Den sägs ha uppförts 1352 men belägg för dess existens är från 1408 då judarna fick rätt att vistas i staden. Dubrovniks synagoga är en av tre i Kroatien som fortfarande används. Den är belägen i en av Gamla stans gränder och är uppförd i barockstil.   

### Fotnoter
1. ↑  Jewish-heritage-europe.eu (engelska)
2. ↑  Tzdubrovnik.hr - Dubrovniks turistförening (engelska)
3. ↑  Herselle Krinsky, Carol (1985): "Synagogues of Europe: architecture, history, meaning." (ISBN 978-0486290782), Dover Books on Architecture, sid. 167.